# Лінчепінг (аеропорт)
Аеропорт Лінчепінг/Сааб (швед. Linköping-Saabs flygplats (IATA: LPI, ICAO: ESSL)),  розташований у Лінчепінгу, Швеція. 
Аеропорт спільно використовується цивільною авіацією та Saab.

## Авіалінії та напрямки
| Авіакомпанія | Пункт призначення |
| ------------ | ----------------- |
| KLM          | Амстердам         |

## Пасажирообіг
Див. джерело запитів Вікіданих та джерела.